# John Kennedy (Fußballspieler, 1983)
John Kennedy (* 18. August 1983 in Bellshill) ist ein ehemaliger schottischer Fußballspieler.
Kennedy erlitt eine karrieregefährdende Knieverletzung bei seinem Länderspieldebüt gegen Rumänien und konnte deswegen zwischen März 2004 und April 2007 kein Pflichtspiel bestreiten. Der schottische Fußballverband SFA hat aus diesem Grund Celtic Glasgow mit Ausgleichszahlungen entschädigt. Erst Ende 2006 nahm Kennedy wieder das Training auf.
In der Saison 2007/08 war Kennedy am Anfang der Saison Stammspieler, aber nach einer weiteren Knieverletzung im November, die sich in einem Spiel der Champions League gegen Schachtar Donezk ereignete, musste er erneut den Rest der Saison aussetzen. Im Juli 2008 ging Kennedy leihweise zu Norwich City in die zweite englische Liga, um seiner Karriere frischen Schwung zu geben. Allerdings beendete er im November 2009 seine Karriere wegen einer Knieverletzung endgültig. 2014 wurde er bei Celtic Glasgow als Co-Trainer angestellt. Im Jahr 2021 übernahm er interimsweise den Posten des Cheftrainers von Neil Lennon.
Er ist der Enkel von Jimmy Delaney, der für Celtic und Manchester United spielte.